# Ԕ
Ԕ (minuscule : ԕ), appelée lha, est une lettre de l’alphabet cyrillique. Elle était employée en mokcha, où elle notait la consonne  [l̥]. Elle a la forme d’une ligature entre el ‹ Л › et kha ‹ Х ›.

## Représentations informatiques
Le lha peut être représenté avec les caractères Unicodes suivants :
| formes    | représentations | chaînes de caractères | points de code | descriptions                      |
| --------- | --------------- | --------------------- | -------------- | --------------------------------- |
| capitale  | Ԕ               | Ԕ                     | U+0514         | ligature cyrillique majuscule lha |
| minuscule | ԕ               | ԕ                     | U+0515         | ligature cyrillique minuscule lha |